# 江汉平原铁路
江汉平原铁路位于湖北省境内的江汉平原，经过天门、仙桃、潜江、汉川四个城市，全长120.7公里。此线是湖北省“十二五”期间重点建设项目，结束了江汉平原没有货运铁路的历史，提高了该地区的货运能力。
本线属于国铁II级，时速100公里/小时。全线采用接触网供电，信号系统为半自动闭塞。

## 线路走向
本线从长荆铁路天门站分出后，分为天门站至仙桃东站的主线和前往潜江的支线。线路经过的江汉平原地下水丰富，软土较厚，这都给施工带来了不小的麻烦。

### 主线（天仙铁路）
主线全长83.55公里，从天门站分出后，由皂市镇向南延伸，从长寿山的东侧掠过，依次跨过省道107和沪蓉高速公路；随后线路来到张家湖东侧，并在九真镇预留九真站的位置；接着，铁路在第20公里附近跨过汉北河后，来到了天门市区东边的杨林乡，在跨过了省道106后设立天门东站；随后线路折向东，经过武湖农场北部，在进入孝感市西南部后，在农场东北角设立沉湖站；接着线路转向南，在第70公里处下穿汉宜铁路，随后转向西南并迅速折向东南；在跨过汉江后，线路进入了仙桃市并跨过仙洪高速公路，最后在318国道西边设立仙桃东站。主线一共有302座涵洞、15座桥和2座车站。未来线路将跨过仙桃市东边的分洪通道，并延长至洪湖市。

### 支线（天潜铁路）
支线全长37.2公里，在主线第34.9公里处从天门东站分出，随后转向西南，并在汉江北岸、岳口镇东南角设立岳口站；接着线路跨过许广高速公路和汉江（在支线第20公里处）并经过仙桃市的西北角，又马上进入了潜江市的东北部，最后线路止步于潜江北站。

### 桥隧
| 名称           | 位置   | 长度（米） | 备注                  |
| -------------- | ------ | ---------- | --------------------- |
| 武荆高速特大桥 | 荆门市 | 747        | [ 4 ]                 |
| 汉北河特大桥   | 荆门市 | 3396       | [ 5 ] [ 6 ]           |
| 天门河特大桥   | 荆门市 | 1631       | [ 4 ]                 |
| 天仙公路特大桥 | 荆门市 | 875        | [ 4 ]                 |
| 泵站河特大桥   | 孝感市 | 3650       | [ 5 ] [ 6 ]           |
| 仙桃汉江特大桥 | 仙桃市 | 9530       | 全线控制性工程之一    |
|                |        |            |                       |
| 岳口汉江特大桥 | 仙桃市 | 6387       | 斜拉桥，主塔高156.5米 |

## 背景
一方面，江汉平原的仙桃、天门等四个城市每年的运输量超过了7000万吨，其中94%是通过公路运输的。另一方面，从2018年开始，交通运输部开始推行“公转铁”，即从公路运输转向铁路运输，以减少货运成本和污染。

## 建设
本线由湖北省政府和中国铁路总公司共同出资建设，总投资约54.7亿元。本线于2015年12月22日起开工，由中铁四院整体设计，中铁十一局、中铁十五局施工。2017年9月21日，全线的轨道完成铺设。
2018年6月8日，本线通过了武汉局集团和江汉铁路公司的静态验收，并于同年9月13日通过动态验收。

## 运营
本线于2018年12月21日投入运营。2019年10月2日，第一列集装箱专列载着3000吨煤炭到达了潜江北站；这既能节约公路接驳的成本，又能避免煤炭污染空气。
本线在建设过程时，仙桃东站1公里外的仙桃电厂也在建造中。预计电厂在启用后，将成为本线最大的“客户”——电厂每年需要的电煤超过250万吨，而本线将很好地满足这个需求。同时，本线也将使仙桃的无纺布、电子元器件，天门的棉花，潜江的小龙虾等产品更快地运送出去。

## 未来发展
二期工程从仙桃东站出发，将连接洪湖市和监利县，预计里程为112公里，目前此计划已获批复；另外，已建成的区间也将增加客运功能。